# Linha aérea
Linha aérea, companhia aérea ou empresa aérea, é uma empresa que presta serviços de transporte aéreo de passageiros, mercadorias ou mala postal, de caráter regular ou não. As aeronaves utilizadas para esse fim são normalmente conhecidas como aviões de carreira.
Várias empresas se unem em alianças aéreas para aumentar sua competitividade com a redução de custos e compartilhamento ou partilha de voos. Estas empresas necessitam da concessão de rotas ou linhas aéreas por parte dos governos dos países nos quais seus aviões sobrevoem.

## Histórico

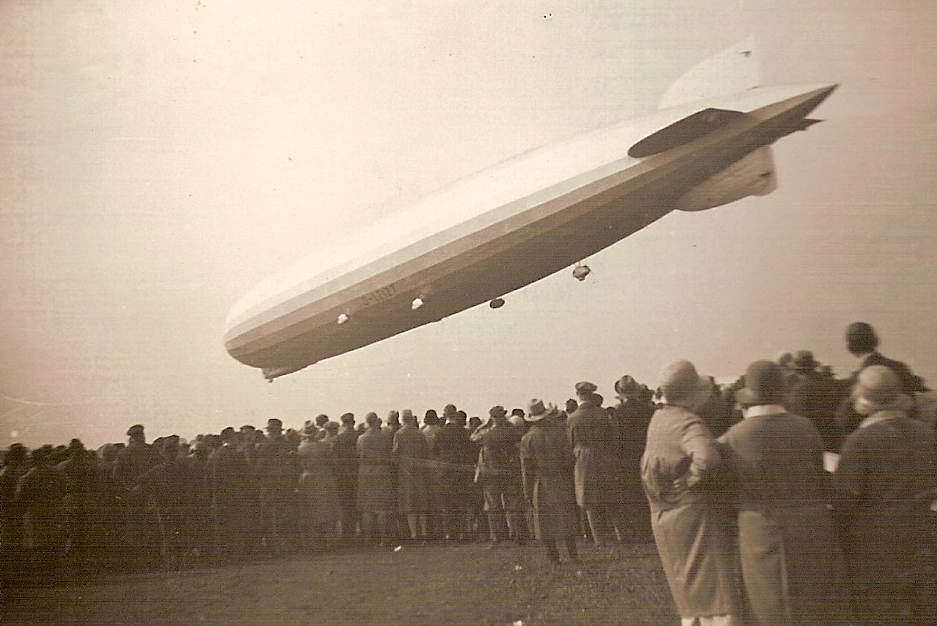
Zeppelin da DELAG.

A primeira companhia aérea de caráter comercial foi criada na Alemanha por Ferdinand Graf von Zeppelin em 16 de novembro de 1909, a "DELAG", (Deutsche Luftschiffahrt-Aktiengesellschaft, que pode ser traduzido como Sociedade Alemã de Transporte Dirigível), transportando aproximadamente 34 000 passageiros entre 1910 e 1913. Em 1914 Tony Jannus começou os primeiros voos comerciais nos Estados Unidos na Flórida.
A primeira companhia a utilizar aviões foi a Aircraft Transport and Travel do Reino Unido em 1916, utilizando a aeronaves Airco DH.4 modificadas para 2 passageiros com voos entre Folkestone no Reino Unido e Ghent na Bélgica, posteriormente em 1916 a companhia adquiriu aeronaves Airco DH.16 com capacidade para 4 passageiros.
Em 1919 foram criadas várias empresas, a Handley Page Aircraft Company que utilizava aviões Handley Page Type O com capacidade para 19 passageiros, em França duas empresas foram criadas, a Société Générale des Transports Aériens e a Compagnie des Messageries Aériennes.
Em 1920 foi criada por Albert Plesman nos Países Baixos a Koninklijke Luchtvaart Maatschappij (KLM), atualmente a mais antiga companhia ainda em atividade, com aviões Airco DH.16 e que fazia voos de Londres para Amesterdão. Em 1923 foi criada na Finlândia a Aero Y/O (atual Finnair), e em 1932 foi criada na Rússia a Deutsch-Russische Luftverkehrs A.G. com voos entre a Rússia e a Alemanha, que atualmente usa o nome de Aeroflot.
Em 1923 duas companhias francesas se fundiram criando a Air Union, atual Air France. Em 1926 foi criada a Deutsche Luft Hansa (conhecida como Lufthansa). No ano seguinte, o Brasil ganharia a VARIG e a Cruzeiro do Sul.

## Classificação

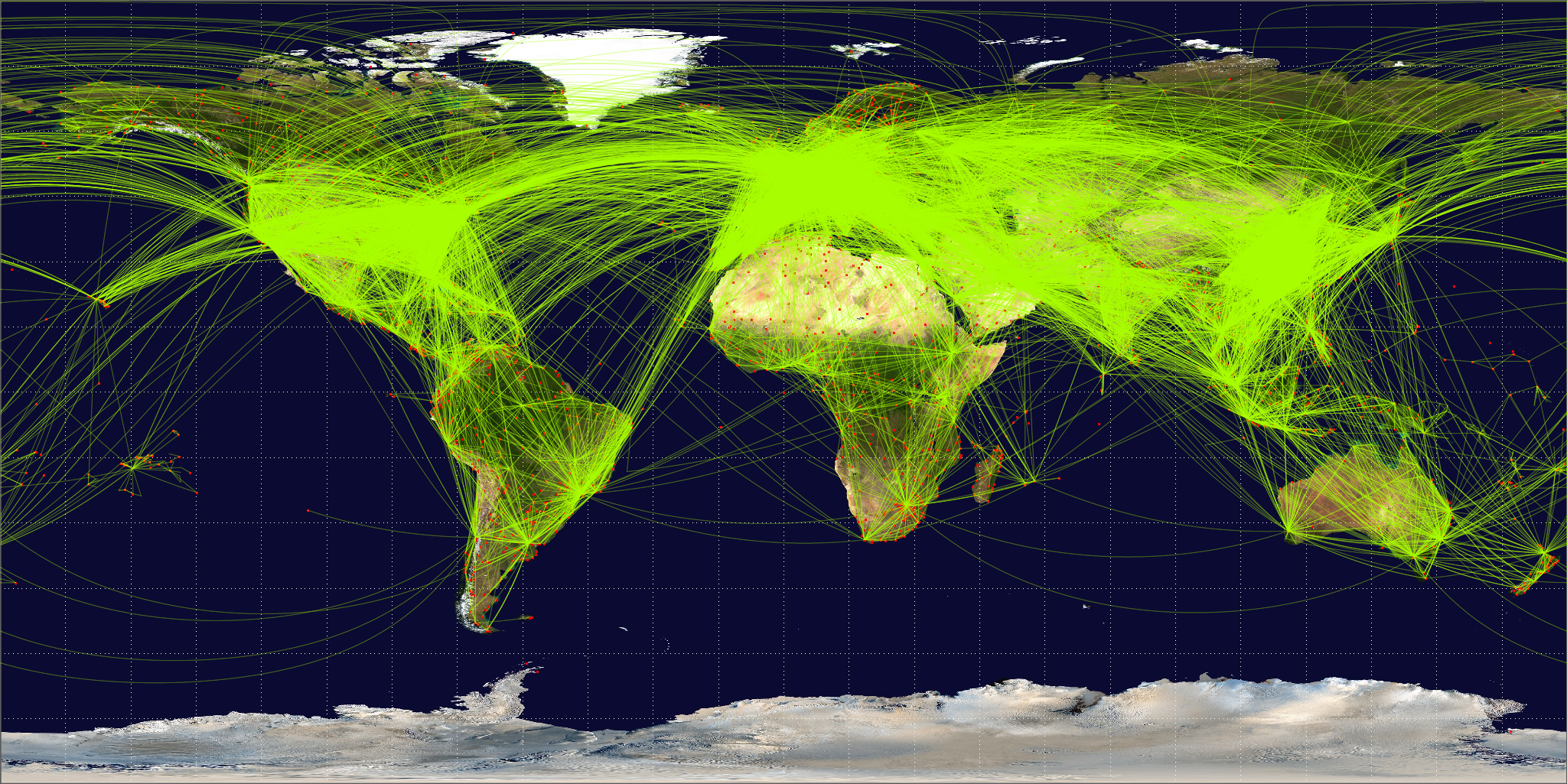
Mapa das rotas aéreas comerciais de todo o mundo em outubro de 2024.

As empresas aéreas podem ser classificadas como internacionais, nacionais, regionais, domésticas, de baixo custo (low cost), de voos regulares ou voos fretados (voos charter), dependendo da metodologia escolhida.

## Regulamentação
No plano internacional, o mercado aéreo é regulamentado pela ICAO (agência das Nações Unidas) e pela IATA (representante das empresas aéreas).

### Regulamentação brasileira

#### Legislação
No Brasil a lei nº 7 565, de 19 de dezembro de 1986, criou o Código Brasileiro de Aeronáutica que substituiu o Código Brasileiro do Ar, de 1966.

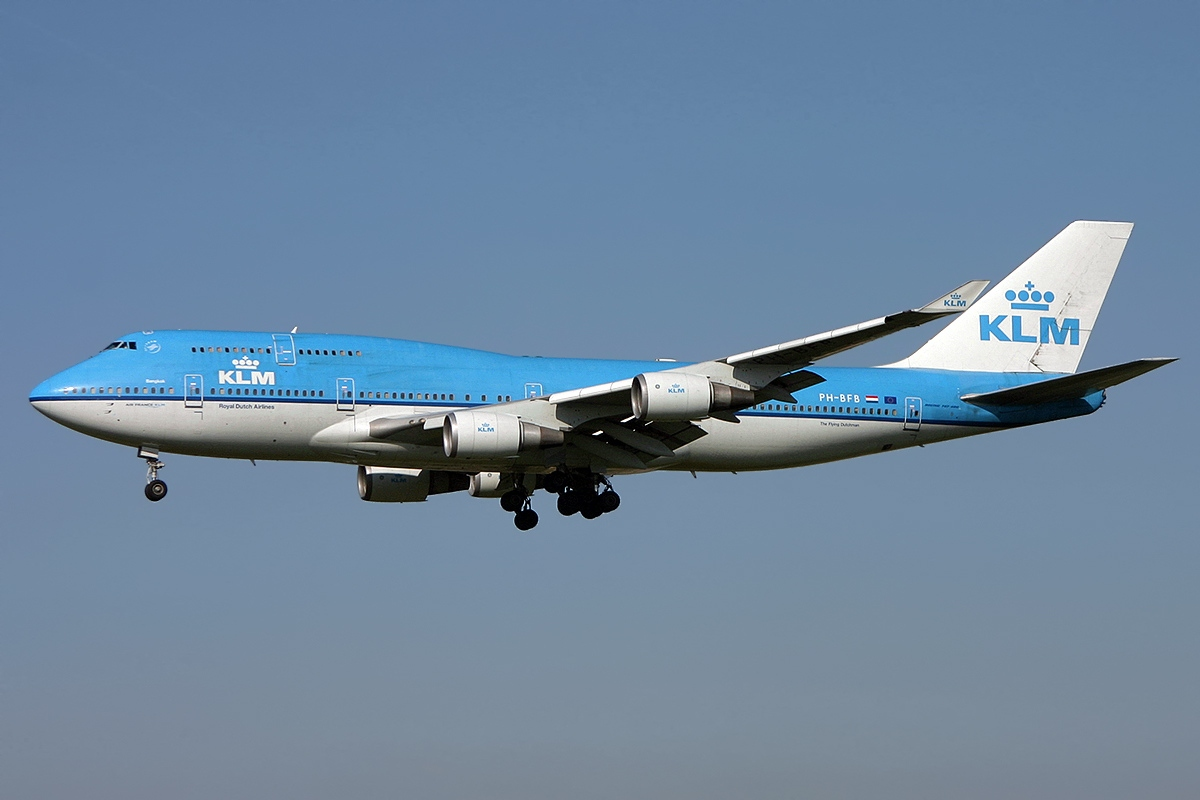
Boeing 747 da companhia aérea KLM.

Hoje está em vigor a Convenção de Montreal, promulgada pelo decreto n.º 5 910, de 27 de setembro de 2006; celebrada em Montreal, em 28 de maio de 1999; aprovada pelo Congresso Nacional por meio do Decreto legislativo no 59, de 18 de abril de 2006; entrou em vigor internacional em 4 de novembro de 2003, e para o Brasil, em 18 de julho de 2006, nos termos de seu Artigo 53.
Segundo a melhor doutrina, o Código de Defesa do Consumidor, por sua natureza de ordem pública, fulcrada em expressa previsão constitucional, prevalece sobre as Convenções, principalmente no que tange a indenizações por falha na prestação de serviços.

#### O órgão regulador
A Agência Nacional de Aviação Civil (ANAC) criada em 2005 é o órgão brasileiro responsável pela regulação e fiscalização das linhas aéreas. Para iniciar uma operação, uma empresa que deseja atuar no transporte aéreo comercial deve obter duas autorizações da ANAC:
- Econômica: diz respeito às condições financeiras mínimas para operar.
- Técnica: tem por objetivo verificar se a empresa dispõe de condições mínimas relacionadas com os recursos humanos (pilotos, comissários, engenheiros, programa de treinamento), equipamentos, infraestrutura e processos de controle e de planejamento operacional e de manutenção de sua frota de aeronaves, entre vários outros aspectos, a maior parte deles relacionados com a segurança.